# Grindslanten
Grindslanten är en oljemålning av den svenske konstnären August Malmström. Motivet är ett antal barn som slåss om en slant som blivit tillkastad dem som tack för att de öppnat grinden för en förbipasserande vagn.

## Motiv
Grindslanten föreställer sex barn vid en öppen grind på en landsväg. Fyra av dem ligger på marken och slåss om ett mynt som verkar ha kastats ut från den vagn som försvinner bort i fjärran. Barnen kan delas in i fyra grupper: framför grindhålet ligger tre pojkar på landsvägen, barfota, barhuvade och klädda i kortbyxor. Till vänster om dem finns en annan pojke, klädd i skor och långbyxor och med keps på huvudet som har lyckats hålla sig uppe och är på väg att lägga beslag på myntet. Bredvid denne pojke ligger en uppslagen bok. De tre pojkarnas minspel visar att de inser att de är på väg att förlora.
Till höger om de tre pojkarna står en ensam pojke som med ett leende och händerna på ryggen betraktar slagsmålet. Till höger om honom sitter en flicka på marken och gråter, kanske över den korg med utspillda röda bär, som ligger bredvid henne.
Målningar med barn vid en grind var ett vanligt motiv under 1800-talet. Den brittiske konstnären William Collins målning Rustic Civility visar några barn som öppnar en grind på landsvägen för en ryttare. Kilian Zolls målning Torparbarnen visar en grupp barn vid en grind medan en hästdragen vagn passerar.
En målning som Malmström säkerligen var bekant med var Gustav Brandelius Barn vid en grind som 1866 visades vid Konstakademiens utställning. Precis som i Grindslanten förekommer i tavlan en pojke som står mitt på vägen med händerna på ryggen och en mössa på huvudet.

## Tillkomst
Tavlan målades i Rotebro, där Malmström bodde på somrarna. Det är möjligt att Malmström med hjälp av barn i Rotebro arrangerat motivet vid något lämpligt ställe. Det har ibland hävdats att stugan i bakgrunden är den nu nedbrunna Rotebro gästgivaregård där Malmström bodde, men så är inte fallet och det är troligare att Malmström målade ur minnet från sitt barndoms Östergötland.
Bevarade skisser visar att Malmström gjort ett noggrant förberedelsearbete. På Östergötlands länsmuseum finns en så kallad kompositionsskiss där Malmström målat de viktigaste delarna i motivet utan att göra detaljer i målningen, till exempel ansikten. Några uppenbara skillnader finns mellan denna skiss och den färdiga tavlan, bland annat saknas det träd som står vid staketet, den stående pojken skymmer delvis landsvägen och flickans korg med smultron finns inte med.

## Mottagande
Målningen ställdes ut första gången på Konstakademiens utställning 1885 och senare samma år vid en utställning i Göteborg. År 1887 publicerades en xylografisk reproduktion i kalendern Polstjernan, signerad "W. Meyer" (Wilhelm Meyer). Karl Wåhlin menade där att målningen var "ett ypperligt prof på konstnärens förmåga."
I kalendern Svea samma år reproducerades målningen som autotypi, en svartvit fotografisk reproduktion. Konstvetaren Karl Warburg skrev där: 
| ” | Det är ett "Bråvallaslag" i smått - det gäller en grindslant, hvilken kastats ut som ett stridsäpple af en fjerran bortilande herrskapsvagn. Det är lif och ilska i den kamp, som nu utkämpas mellan småttingarne, hvilka ligga såsom ett bylte sammannystade vid ledets venstra sida, sträfvande efter denna stackars grindslant såsom lifvets mest åtråvärda sällhet, under det en gosse till höger står höjd öfver den materiella striden och öfverlägset betraktar de andras äflan och täflan, och sorgen representeras av en liten flicka, som under bataljen fått sin smultronkorg vält - allt gifvet med utmärkt karakteriseringsförmåga, kanske dock på enstaka ställen med nog stark grimering. | „ |

Samma xylografi publicerades 1888 i tidskriften Förr och nu. Tidningen hade startats av Bernhard Wadström, en av grundarna av Evangeliska fosterlandsstiftelsen. I den osignerade artikeln om målningen gör skribenten en kristen tolkning av motivet och kopplar det till samhället i stort. De svaga i samhället representeras av flickan till höger som snabbt blir undanträngda medan de starka, pojkarna på marken, kämpar hårt för det dagliga brödet, tjusiga titlar och varje ettöring de kan komma över. Skribenten menar att den stående pojken representerar världens kristna som inte bryr sig om denna världens liv och strid eftersom den kristne vet att det enda som är eftersträvansvärt är himmelriket.
1905 trycktes en reproduktion i färg i jultidningen Midvinter.

## Försäljning
Grindslanten har haft ett flertal ägare. 1910 köptes den av en familj som flyttade till Sydafrika.
Fram till 1984 var tavlan deponerad hos Östergötlands länsmuseum men ägaren bestämde sig för att sälja tavlan hos auktionsfirman Bukowskis. Länsmuseets chef lyckades samla ihop 500 000 kronor för att köpa tavlan men det räckte inte ens till utgångsbudet på 800 000 kronor. I april 1984 såldes den hos Bukowskis för 1 075 000 kronor till en hotellägare i Malmö som hängde tavlan i foajén till Garden hotel i Malmö. Den såldes 1990 för 13 miljoner kronor till köpmannen Kjell Strandberg i Västerås som 1991 sålde den till affärsmannen Roy Gustafsson i Eksjö för en okänd summa. Samma år såldes Grindslanten till Curt Wrigfors för 16 miljoner kronor som hängde tavlan i dennes Per Ekström-museum i Mörbylånga. När Wrigfors gick i konkurs såldes den på Bukowskis 1992 till en anonym köpare för 2 miljoner kronor.

## Flera versioner
Det har spekulerats om att det finns två versioner av Grindslanten målade av August Malmström. Anledningen är att år 1912 ställdes Grindslanten ut med disponent R. Sohlman angiven som ägare. Man vet dock att familjen Ljungqvist med all sannolikhet ägde den på akademien utställda versionen av målningen åtminstone fram till 1920, och det kan därför inte röra sig om samma målning.